# いとうまりこ
いとう まりこ（本名：伊藤 真里子、1984年 - ）は、日本の女性アニメーター、キャラクターデザイナー。東京都西東京市在住。
2004年、20歳でデビューした。現在はOHプロダクションを活動拠点にしている。同業者でもあった玉川達文と2008年に結婚。玉川は結婚の際に伊藤姓に改姓している。その後も夫婦で同じ作品に関わるなどしていた。

## 参加作品
1988年
- それいけ!アンパンマン（1988年 - 、原画（1256話））

2004年
- げんしけん（原画（06話））

2005年
- まほらば〜Heartful days（原画（08話、17話、18話、25話））
- 甲虫王者ムシキング 森の民の伝説（原画（19話））
- ARIA The ANIMATION（原画（03話））
- 銀牙伝説WEED（-2006年、原画（01話））
- ふしぎ星の☆ふたご姫（-2006年、原画（08話、14話、18話、19話、24話、29話、35話、40話、41話、47話、50話））

2006年
- スクールランブル 二学期（原画（26話））
- ふしぎ星の☆ふたご姫Gyu!（-2007年、原画（01話、04話、08話、10話、13話、15話、19話、21話、26話、28話、31話、37話、39話、41話、44話、46話、49話、50話、52話））
- DEATH NOTE（-2007年、原画（37話））

2007年
- アイドルマスター XENOGLOSSIA（原画（13話、20話〜25話）、第二原画（11話、12話、26話））
- ナイトウィザード THE ANIMATION（原画（13話））
- 機動戦士ガンダム00（-2008年、原画（06話））

2008年
- ARIA The ORIGINATION（原画（05話、10話、13話））
- 銀魂（原画（105話））
- キャシャーン Sins（作画監督補佐（14話）、原画（05話、07話、09話）、第二原画（08話））
- テイルズオブハーツ（オープニング原画）
- しゅごキャラ!! どきっ（-2009年、作画監督（57話、65話、73話、81話、89話、98話）、原画（OP1、OP2、OP3、ED2、57話、65話、73話、81話、86話、89話、98話））

2009年
- 宇宙をかける少女（原画（01話、05話、06話、07話））
- うみものがたり 〜あなたがいてくれたコト〜（原画（01話)）
- KIDDY GiRL-AND キディ・ガーランド（作画監督補、原画（23話）、第二原画（09話））
- しゅごキャラ! パーティー! しゅごキャラ!!!どっきどき（作画監督（03話、04話、18話、19話、24話）、原画（03話、04話、18話、19話、24話））

2010年
- ハートキャッチプリキュア!（原画（01話、10話、23話、34話、49話））
- 黒執事II（原画（07話））
- それいけ!アンパンマン ブラックノーズと魔法の歌（原画）
- 魔法先生ネギま! もうひとつの世界Extra 魔法少女ユエ（作画監督、原画）
- AKB0048 Next Stage（サブキャラクターデザイン（共同）、総作画監督、OP（共同）（02話、05話、09話、12話（共同）、13話（共同））、総作画監督補佐（07話）、作画監督、ED、原画（01話、02話、05話））

2011年
- 劇場版 マクロスF 恋離飛翼 〜サヨナラノツバサ〜（原画）
- まりあ†ほりっく あらいぶ（プロップデザイン（08話〜）、作画監督（03話、08話）、原画（01話、03話、08話））
- トリコ（原画、OP）
- それいけ!アンパンマン すくえ!ココリンと奇跡の星（原画）
- 輪るピングドラム（原画（01話））
- 異国迷路のクロワーゼ（作画監督（10話）、原画（07話））

2012年
- 戦姫絶唱シンフォギア（作画監督（01話）、原画（01話）、第二原画（02話、03話））
- モーレツ宇宙海賊（作画監督（09話、11話、15話、20話（共同））、原画（11話、15話）、第二原画（20話））
- AKB0048（サブキャラクターデザイン（共同）、総作画監督、OP（共同）（03話、06話、08話、11話、12話（共同）、13話（共同））、作画監督、OP（共同）、原画（01話、06話、08話、11話））
- トータル・イクリプス（作画監督協力（07話）、原画（12話））
- 探検ドリランド（作画監督（14話（共同））、原画（14話））

2014年
- ログ・ホライズン（キャラクターデザイン・総作画監督（01話（共同）、25話（共同）））
- M3〜ソノ黒キ鋼〜（総作画監督（15話）、作画監督（07話、15話）、原画、OP（05話、15話））
- 魔弾の王と戦姫（サブキャラクターデザイン、総作画監督（11話、12話（共同））、作画監督（02話、08話（共同）、11話）、原画（01話、02話、08話、11話））
- 繰繰れ!コックリさん（作画監督（07話（共同）））
- クロスアンジュ 天使と竜の輪舞（原画（19話））

2015年
- 長門有希ちゃんの消失（原画（02話、05話））
- 実は私は（原画、OP、ED（09話））
- 干物妹!うまるちゃん（原画（04話））

2016年
- くまみこ（作画監督（04話（共同））、原画（04話））
- ViVid Strike!（キャラクターデザイン）

2017年
- にゃんこデイズ（原画）
- 覆面系ノイズ（キャラクターデザイン、総作画監督）
- 恋愛暴君（キャラクターデザイン、エンディングイラスト）
- それいけ!アンパンマン ブルブルの宝探し大冒険!（原画）
- URAHARA（原画、OP、作画監督（09話））
- いぬやしき（絵コンテ（10話））
- キラキラ☆プリキュアアラモード（原画（49話））

2018年
- 百錬の覇王と聖約の戦乙女（キャラクターデザイン、総作画監督）
- 異世界居酒屋〜古都アイテーリアの居酒屋のぶ〜（キャラクターデザイン、食事シーン監修）

2019年
- ぼくたちは勉強ができない（作画監督（06話））

2021年
- ラブライブ!スーパースター!!（作画監督（01話））
- デジモンゴーストゲーム（キャラクターデザイン）

2023年
- 六道の悪女たち（作画監督（11話））
- ラブライブ!虹ヶ咲学園スクールアイドル同好会NEXT SKY（作画監督）

2025年
- 全修。（劇中漫画制作）